# Vallnord
Vallnord era una estació d'esquí alpí/snowboard del Principat d'Andorra, a la vessant, segons les pistes, sud i nord/nord-est dels Pirineus a prop de la frontera amb Espanya a Tor, Pallars.

## Descripció
Es va fer per la unió comercial de les estacions d'esquí de les valls d'esquí d'Andorra Vallnord – Pal Arinsal i Vallnord – Ordino Arcalís. Les dues estacions, tot i no estar unides físicament, van sumar les seves instal·lacions, activitats i serveis la temporada 2004-2005 fins a l'any 2022, esdevenint una de les destinacions de neu i muntanya més completes dels Pirineus, amb 66 pistes i 89 quilòmetres de pistes. Vallnord es diferencia de la resta d'estacions en el fet que els seus dos camps de neu s'uneixen i es complementen.
Vallnord va estar reconeguda el 2016 i per tercera vegada de les quatre edicions celebrades fins ara, com a millor estació d'esquí d'Andorra pels premis World Ski Awards del turisme de neu en diferents categories: millor estació, millor hotel, millor hotel boutique i millor xalet.
Actualment Vallnord com a empresa que era propietat dels comuns de la Massana i Ordino, està dissolta oberta i la comercialització en mans de Grandvalira Resosorts. Vallnord, com a "marca", va desaparèixer a partir de la temporada 2022-2023. No obstant això, les societats EMAP (Pal Arinsal) i Ensisa (Soldeu-El Tarter) continuen mantenint les concessions i la gestió de les pistes. La comercialització s’ha unificat sota Grandvalira Resorts a través de Nevasa, dins d’un projecte conjunt amb SETAP365 que integra les estacions andorranes sota una estratègia comuna.

## Pal-Arinsal
L'any 1973 l'estació d'Arinsal fou creada per Josep Serra, però aquest l'hagué de cedir a la comuna La Massana per motius econòmics. L'any 1983, una iniciativa pública va crear l'estació Pal i la d'Ordino Arcalís. En Josep Serra va ser llavors el primer en anunciar la seva estació, que va atreure escoles i sobretot turistes anglesos.
Pal-Arinsal està formada per dos sectors: el sector de Pal, d'una banda i, de l'altra, Arinsal. Tenen un total de 93 km de pistes (707 ha) entre les cotes de 1.550 m i els 2.560 m. Aquest sector disposa de set pistes verdes, 14 blaves, 17 vermelles, 4 negres i 8 d'eslàlom FSI.
A diferència d'altres dominis esquiables, els dos sectors tindran connexió directa per circuit d'esquí en cara sud en una zona d'allaus i sense neu natural.No obstant, per la proximitat a la que es troben, es pot anar d'un sector a l'altre ràpidament pel coll de la botella mitjançant el telefèric que connecta Arinsal amb Pal ja que malgrat els 30 milions d'euros que s'invertiran en prou feines es podrà obrir l'enllaç per pistes.
L'estació està pensada per a tots els públics: des dels més especialitzats fins al més familiar, ja que compta entre les seves instal·lacions amb el jardí de neu el protagonista del qual és el Martí.

Es troba a 29 km d'Andorra la Vella i a 47 d'Escaldes-Engordany.

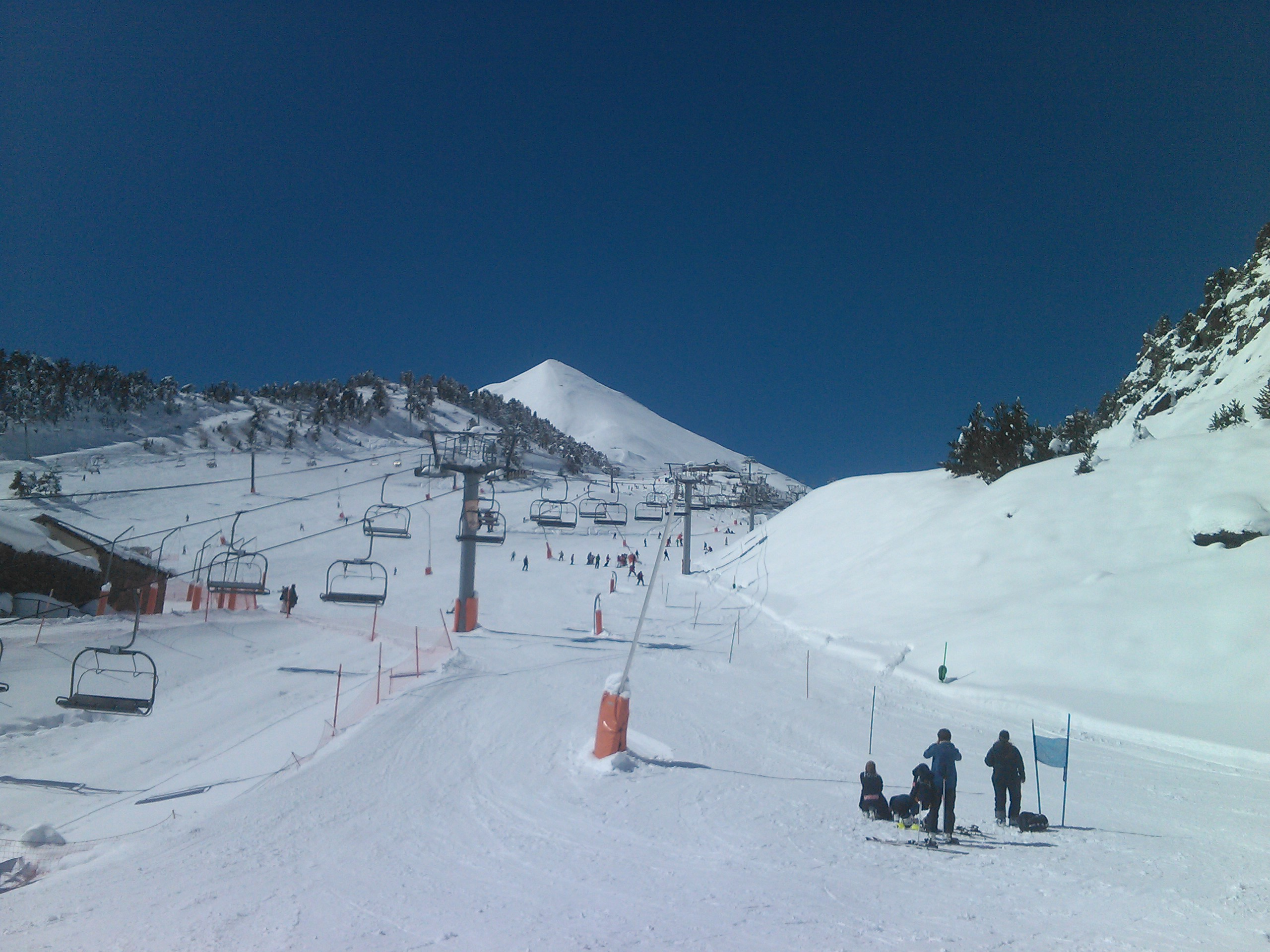
Sector Arinsal

### Telecabina la Massana - Pal-Arinsal
El telecabina de la Massana - Pal Arinsal es va inaugurar el 27 de novembre de 2004 per unir la parròquia massanenca (1.200 m) amb el sector Pal Arinsal (1.900 m). El telecabina, que està situat al centre del poble, permet estalviar-se 29 km de trajecte i disposa de 21 cabines amb capacitat per a 16 persones.
A una velocitat de 8,5 m/s i una longitud de 2.250 m i 675 m de desnivell permet arribar a l'estació des del poble en uns sis minuts i està inclòs en el preu del forfait que es pot comprar a les guixetes del telecabina.

## Ordino-Arcalís
Actualment l'antiga estació d'Arcalis dins del domini té un total de 30,5 km, és a dir, 482 hectàrees, de pistes entre els 1.940 m i els 2.795 m. L'orientació nord/nord-est de l'estació permet que sigui l'estació amb la temporada d'esquí més llarga d'Andorra. Té 6 pistes verdes, 16 blaves, 11 vermelles i 82 negres.
Vallnord - Ordino Arcalís se situa a 14 km d'Ordino i 200 d'Andorra la Vella. Està entre la cota dels 1.940 m i la dels 2.795, entre les quals hi ha 49 km esquiables a través de vint-i-cinc pistes homoloades FIS, nou pistes verdes, sis pistes blaves, 10 de vermelles i, per acabar, dues negres.

## Ciclisme
En BTT, Vallnord va ser la seu dels esdeveniments durant la Copa del Món de BTT UCI 2008, 2009, 2013, 2017, 2019 i 2022. El Campionat del Món UCI de Mountain Bike & Trial 2015 es va celebrar a Vallnord.
La darrera prova disputada han estat els Campionats del Món de BTT UCI del 2024
En el ciclisme de carretera, Arcalis es va utilitzar per a un final d'etapa a la Volta a Espanya de 1994, i Pal com a final d'etapa a la Volta a Espanya de 2010. Vallnord va ser utilitzat per a l'arribada d'etapes a la Volta a Catalunya 2007, 2009 i 2011. L'etapa 10 del Tour de França de 1997, l'etapa 7 del Tour de França de 2009 i l'etapa 9 del Tour de França de 2016 també van acabar a Arcalis.

### Vuelta
| Edició | No.    | Etapa                                                    | Corredor al capdavant |
| ------ | ------ | -------------------------------------------------------- | --------------------- |
| 2010   | 11 pas | Vilanova i la Geltrú - Andorra ( Vallnord / sector Pal ) | Igor Anton            |

### Volta a Catalunya
| Edició | No.   | Etapa                                 | Corredor al capdavant                            |
| ------ | ----- | ------------------------------------- | ------------------------------------------------ |
| 2005   | 5 pas | Sornàs - Pal Arinsal                  | Íñigo Cuesta                                     |
| 2006   | 4 pas | Perafort - Vallnord (Sector Arcalís ) | Carlos Castano Panadero                          |
| 2007   | 4 pas | Tàrrega - Vallnord Arinsal            | Oscar Sevilla                                    |
| 2007   | 5 pas | Sornàs - Vallnord Arcalís             | Denis Menshov                                    |
| 2009   | 3 pas | La Pobla de Lillet - Vallnord Pal     | Julián Sánchez Pimienta                          |
| 2011   | 3 pas | La Vall d’en Bas - Andorra Vallnord   | Michele Scarponi (baixament d'Alberto Contador ) |